# حسن پریشتینا
حسن پریشتینا (ترکی استانبولی: Priştineli Hasan Bey, Hasan Bey Priştine؛ ۲۷ سپتامبر ۱۸۷۳ – ۱۳ اوت ۱۹۳۳)، که در اصل به عنوان حسن بریشا شناخته شده‌است، سیاست‌مدار عثمانی، و سپس آلبانیایی بود که از ۷ دسامبر ۱۹۲۱ تا ۱۲ دسامبر ۱۹۲۱ سمت هشتمین نخست‌وزیر آلبانی را برعهده داشت.